# Salvador Reixac

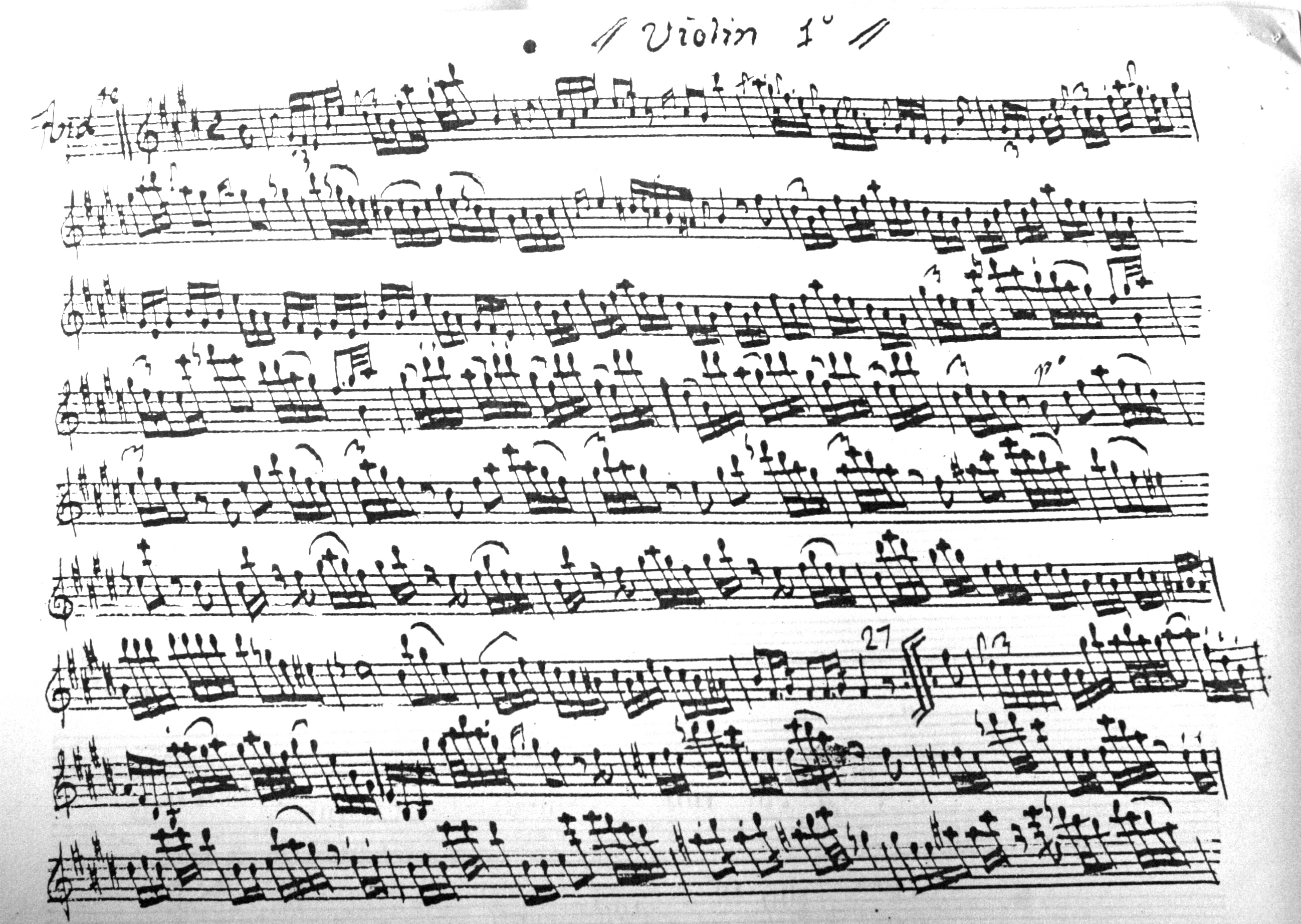
Primera pàgina de la particel·la de violí 1r d'un trio de Salvador Reixac per a dos violins i baix

Salvador Reixac (Barcelona ca. 1725 - Trillo, província d'Osca, 1780) fou un compositor i violinista català. Reixac es traslladà a Madrid a treballar com a professor i violinista al Col·legi Imperial de la Cort i posteriorment com a músic particular del duc d'Osuna. Finalment, el 1768, obtingué la plaça de violinista a la capella reial de Carles III. Se'n conserven poques obres, totes elles instrumentals: dos trios per a violí i baix continu, una sonata per a violí i una obertura orquestral, en tres moviments